# Ljudevit Ćurčija
Ljudevit Ćurčija OFMObs (* 8. Dezember 1818 in Dubrovnik, Königreich Kroatien und Slawonien; † 15. Juli 1881) war ein Ordensgeistlicher und römisch-katholischer Apostolischer Vikar von Ägypten.

## Leben
Ljudevit Ćurčija legte 1839 für die Ordensgemeinschaft der Franziskaner die Profess ab. Am 20. Dezember 1841 empfing er das Sakrament der Priesterweihe.
Am 27. September 1853 wurde Ljudevit Ćurčija zum Bischof von Lezha ernannt. Die Bischofsweihe spendete ihm am 19. März des darauffolgenden Jahres in Dubrovnik der Bischof von Dubrovnik, Toma Jedrlinić.
Am 4. Juni 1858 wurde Ljudevit Ćurčija zum Titularbischof von Dercos und zum Koadjutorbischof von Shkodrë ernannt. Nach dem Tod von Bischof Giovanni Topich OFM am 17. Januar 1859 folgte Ljudevit Ćurčija ihm als Bischof von Shkodrë nach. Dieses Amt bekleidete er bis zu seiner Ernennung zum Titularerzbischof pro hac vice von Irenopolis in Cilicia und zum Apostolischen Vikar von Ägypten sowie zum Apostolischen Delegaten in Ägypten und Arabien am 27. Juli 1866.
Zwischen 1869 und 1870 nahm Erzbischof Ljudevit Ćurčija als Konzilsvater am Ersten Vatikanischen Konzil teil. Am 1. Mai 1881 wurde er als Apostolischer Vikar und Delegat emeritiert.